# Aurora (Hochdonn)

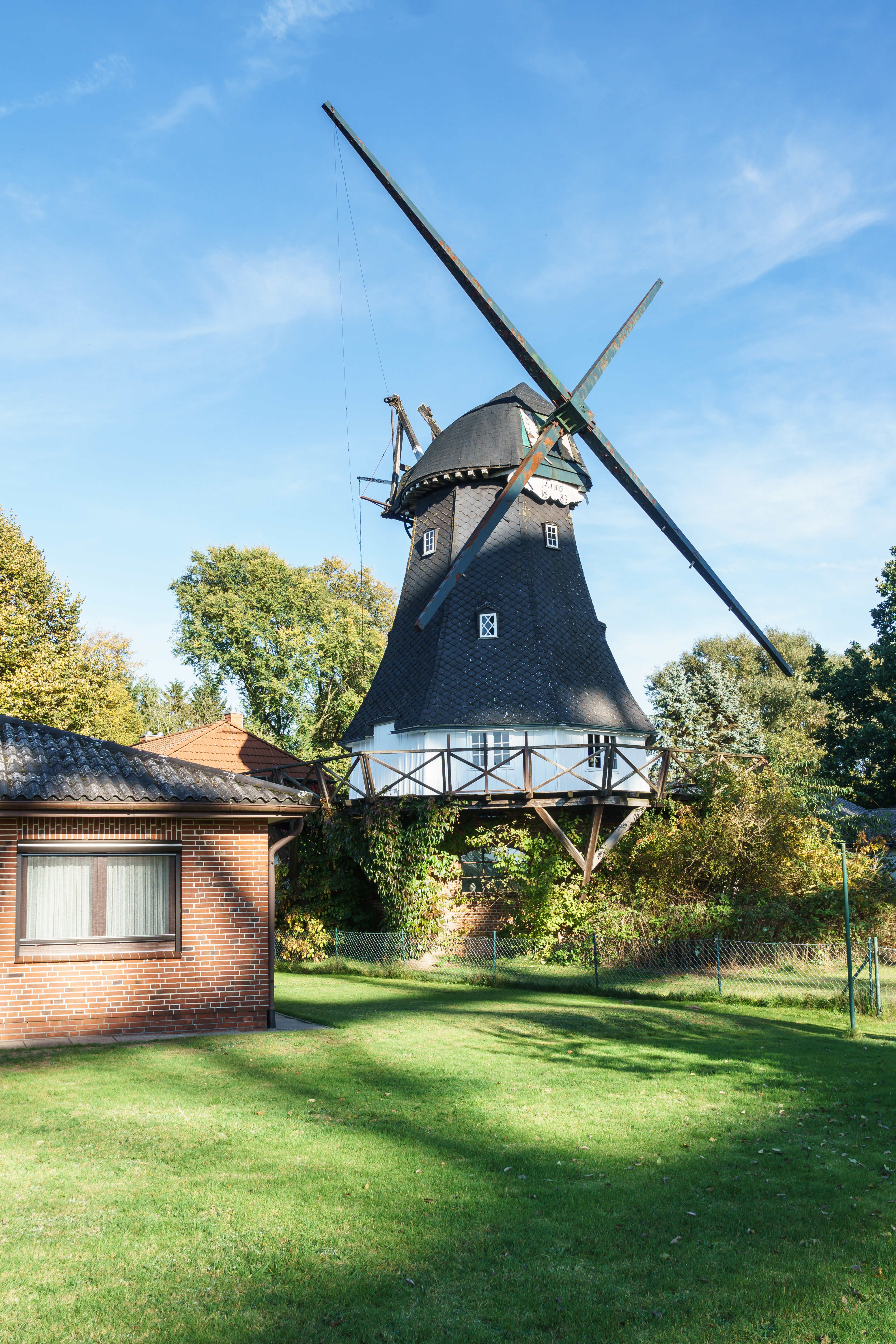
Galerieholländermühle Aurora in Hochdonn

Die Windmühle Aurora ist ein Galerieholländer in der Gemeinde Hochdonn im schleswig-holsteinischen Kreis Dithmarschen. Sie befindet sich direkt unterhalb der Hochbrücke Hochdonn auf der Südseite des Nord-Ostsee-Kanals. Rundum die Windmühle befindet sich der Hochdonner Gemeindeteil Fünfhausen, der älteste des Dorfes.
Die Windmühle wurde 1883 errichtet und war bis 1957 in Betrieb.
In der Mühle befindet sich eine Außenstelle des Standesamts Burg (Dithmarschen), man kann in ihr heiraten.